# Elgin (hrabstwo Kershaw)
Elgin – miasto w Stanach Zjednoczonych, w stanie Karolina Południowa, w hrabstwie Kershaw.